# Chickasha (Oklahoma)
Chickasha es una ciudad ubicada en el condado de Grady en el estado estadounidense de Oklahoma. En el año 2010 tenía una población de 16 036 habitantes, y una densidad poblacional de 341,92 personas por kilómetro cuadrado.

## Geografía
Chickasha se encuentra ubicada en las coordenadas 35°2′18″N 97°56′46″O / 35.03833, -97.94611 (35.038431, -97.946021).

## Demografía
Según la Oficina del Censo, en 2000 los ingresos medios por hogar en la localidad eran de $26 369, y los ingresos medios por familia eran de $33 621. Los hombres tenían unos ingresos medios de $27 083, frente a los $19 889 para las mujeres. La renta per cápita para la localidad era de $14 797. Alrededor del 18.3 % de la población estaban por debajo del umbral de pobreza.